# Droit constitutionnel (Australie)
Le droit constitutionnel australien est la branche du droit australien qui concerne l'interprétation et l'application de la Constitution de l'Australie. Plusieurs doctrines majeures du droit constitutionnel australien ont été développées.

## Constitution et Haute Cour
Le droit constitutionnel, dans le Commonwealth d'Australie, comprend principalement l'ensemble des éléments de doctrine qui interprète la Constitution du Commonwealth. La Constitution elle-même est incarnée dans la clause 9 de la loi sur la Constitution du Commonwealth d'Australie, qui fut votée par le Parlement britannique en 1900 après que son contenu ait été négocié lors des conventions constitutionnelles australiennes dans les années 1890  et approuvé par les électeurs dans chacune des colonies australiennes. Elle est entrée en vigueur le 1er janvier 1901, date à laquelle le Commonwealth d'Australie fut créé.

### Inspirations de la Constitution
La Constitution créa une structure gouvernement dont les principales caractéristiques, et inspirations, étaient :
- la monarchie constitutionnelle (modèles britannique et coloniaux) ;
- le fédéralisme (sur le modèle des États-Unis) ;
- le gouvernement responsable devant le Parlement (modèles britannique et coloniaux) ;
- la séparation des pouvoirs distinctes dans les textes (modèle américain) ;
- élection directe des deux chambres du Parlement (il s'agissait alors d'une nouveauté) ;
- le référendum : condition nécessaire à la modification de la Constitution (modèle suisse) ;
- peu de garantie des droits personnels (rejet du modèle américain) ;
- et le contrôle de constitutionnalité (modèle américain).

### Contrôle de constitutionnalité
Le contrôle de constitutionnalité – la capacité des cours de déclarer la législation inconstitutionnelle, et par conséquent invalide – est en soi la source de la doctrine constitutionnelle. Il tire son origine de l'expérience américaine, où le droit de la Cour suprême des États-Unis d'Amérique d'invalider les législations considérées comme incompatibles avec la Constitution fut pour la première fois confirmer par la Cour suprême elle-même dans l'importante jurisprudence Marbury v. Madison en 1803. Bien qu'étrangère au Royaume-Uni et à l'Australie coloniale, les rédacteurs de la Constitution australienne souhaitaient que la pratique s'implante en Australie, et le prévirent dans l'article 76 de la Constitution. Ce pouvoir de contrôle de constitutionnalité de la législation est exercé presque exclusivement par la Haute Cour d'Australie en session plénière.

### Conventions constitutionnelles
L'importance des conventions constitutionnelles signifie que le droit constitutionnel australien ne repose pas strictement sur une constitution écrite mais, dans une certaine mesure, repose sur un système similaire à celui de la constitution non-codifiée du Royaume-Uni, c'est-à-dire la pratique constitutionnelle. Toutefois, il serait erroné d'exagérer l’importance de cet aspect dans l'ordre constitutionnel australien :
- la dépendance dans les conventions constitutionnelles est limitée presque entièrement  aux relations entre le Monarque/Gouverneur général et les Ministres d’État ; et
- des systèmes constitutionnels plus codifiés développent également des conventions contraignantes : par exemple, l'élection du Collège électoral des États-Unis, bien que non-prévu par la Constitution des États-Unis, est probablement devenue une norme contraignante.

## Forme de l’État

### Monarchie constitutionnelle
L'Australie est une monarchie constitutionnelle. Bien que le terme « Head of State » (Chef d'État) n'est pas utilisé dans la Constitution, il était prévu que le Commonwealth (comme les colonies) continuerait à reconnaître le monarque britannique. « La Reine » (c'est-à-dire la Reine Victoria, définit pour inclure « les héritiers et successeurs de Sa Majesté dans la souveraineté du Royaume-Uni »), était l'un des trois éléments composant le Parlement, avec le Sénat et la Chambre des représentants. Désormais, la Reine d'Australie a remplacé la Reine du Royaume-Uni au sein du Parlement, même s'il s'agit de la même personne. Le monarque nomme, pour être représenté en Australie, un gouverneur général. Ce dernier est investi du pouvoir exécutif « en tant que représentant de la Reine ». Le commandant-en-chef des forces armées représente aussi le souverain.

#### Gouverneur général

##### Texte de la Constitution
Le texte de la Constitution donne d'importants pouvoirs au gouverneur général, e.g. de dissoudre le Parlement, de refuser de sanctionner les projets de loi votés par le Parlement, et de nommer et démettre les ministres,. Lorsque la Constitution fut écrite et adoptée, il était prévu que la convention constitutionnelle limiterait l'exercice de ces pouvoirs. Un gouverneur général, comme les anciens gouverneurs coloniaux, agirait simplement en tant que conseiller ministériel sauf dans certaines situations extrêmes.
Toutefois, cette dépendance envers les conventions constitutionnelles, plutôt que sur le texte constitutionnel, signifie que les limites des pouvoirs du gouverneur général sont floues. Les pouvoirs qui peuvent être exercé sans ou contre un conseil ministériel sont appelés « compétences réservées » (reserve powers).

##### Compétence réservées
Les compétences du gouverneur général incluent le pouvoir de mandater un Premier ministre, sauf lorsqu'un parti ou une coalition de parties a une majorité de sièges à la Chambre des représentants et un chef parlementaire reconnu et, dans ce cas, par convention, ce chef parlementaire doit être choisi. Ces compétences comprennent aussi le pouvoir de démettre un Premier ministre qui a été l'objet d'un vote de défiance à la Chambre des représentants et qui refuse de démissionner ou qui appelle à l'organisation d'élections.
Les compétences réservées incluent aussi la possibilité démettre un Premier ministre engagé, de manière persistante, dans une action illégale.
Enfin, une controverse existe sur le fait de savoir si le gouverneur général a la possibilité de démettre un Premier ministre qui, bien qu'ayant la confiance de la Chambre des représentants, est incapable de faire adopter le projet de loi sur le budget (Loss of Supply) voté par le Sénat. Ceci eut lieu lors de la crise constitutionnelle australienne de 1975 ; quand le gouverneur général agit contre l'avis des ministres.

#### Rôle personnel du Monarque
Le rôle personnel du Monarque est aujourd'hui très limité et consiste en la nomination (et théoriquement, la révocation) du gouverneur général sur les conseils du Premier ministre, et en l'exécution (sur invitation) de certaines fonctions cérémonielles quand elle est personnellement présente en  Australie.

### Fédéralisme

#### Division des pouvoirs
La Constitution instaure le fédéralisme en Australie en confiant une liste limitée de pouvoirs spécifiques au Parlement fédéral. Les Parlements des États fédérés ne disposent pas d'une liste de pouvoirs spécifiques ; en fait, ils conservent les pouvoirs dont disposaient les anciens Parlements coloniaux sauf lorsque ceux-ci leur sont expressément retirer ou confier exclusivement au Parlement fédéral par la Constitution. Les rédacteurs de la Constitution rejetèrent un modèle alternatif, le modèle canadien, qui a été décrit comme « l'allocation de pouvoirs exclusifs aux deux niveaux de gouvernement, des pouvoirs non concurrents ».
La majeure partie de ces pouvoirs sont listés dans les articles 51 et 52 de la Constitution. Les pouvoirs décrit dans l'article 52 sont des pouvoirs « exclusifs » du Commonwealth. En revanche, les domaines listés dans l'article 51 peuvent être légiféré à la fois par les Parlements des États fédérés et du Commonwealth. Toutefois, au cas où la législation d'un État fédéré est contraire à celle de l’État fédéral dans un de ces domaines, ou si le Commonwealth souhaite obtenir la compétence exclusive, la loi du Commonwealth prévaut selon l’article 109 de la Constitution.
Les pouvoirs concurrents (article 51) et exclusifs (article 52) sont soumis à la Constitution. En conséquence, le pouvoir législatif du Commonwealth est soumis aux limitations et garanties de la Constitution (tant explicite qu'implicite). Par exemple, l'article 99 interdit au Commonwealth de « favoriser un État ou une partie de cet État au détriment d'un autre État ou d'une partie d'un autre État » « par une loi ou un règlement relatif au commerce, à l'échange ou aux revenus ».
La liste des pouvoirs confiés au Parlement fédéral est plus ou moins similaire à ceux confiés au Congrès des États-Unis par la Constitution des États-Unis, mais sont, sous certains aspects, plus important : par exemple, ils incluent les « observations astronomiques et météorologiques », le mariage et le divorce, et les relations industrielles inter-État. L'interprétation de certains pouvoirs similaires – par exemple le pouvoir en matière de commerce en Australie et la Clause commerciale aux États-Unis – a parfois été différentes.
La Constitution prévoit aussi la possibilité d'une coopération Fédération-État : tout État peut « adresser » un « problème » au Parlement du Commonwealth, lequel peut exercer, « à la demande ou avec les Parlements de tous les États directement concernés », tous les pouvoirs qui, lorsque la Fédération a été établie, pouvaient être exercé uniquement par le Parlement britannique.

#### Structure parlementaire
La représentation au sein de la Chambre des représentants est basée sur la population tandis qu'au Sénat elle est basée sur le statut d’« État originel ». Les deux chambres ont les mêmes pouvoirs, à l'exception de certaines restrictions en matières financières. Par exemple, le Sénat ne peut amender un projet de loi sur le budget – bien que, comme ce fut le cas lors de la crise constitutionnelle australienne de 1975, il peut différer ou refuser de voter un tel projet de loi dans le même temps –, les projets de loi sur l'imposition et le revenu ne peuvent pas trouver leur source au Sénat ; et le Sénat ne peut pas amender un projet de loi pour augmenter l'imposition.
Le fédéralisme apparait aussi dans le processus d'amendement constitutionnel, ce qui requiert que le projet de loi pour amender la Constitution soit approuvé par une majorité d'électeurs au total et une majorité d'électeurs dans une majorité d’État (soit quatre États sur six).
De plus, les amendements « altérant les limites » d'un État ou diminuant sa représentation proportionnelle au Parlement requierent l'approbation des électeurs de cet État.

## Contenu

### Gouvernement
Les rédacteurs considéraient, selon la tradition britannique et coloniale, qu'un gouvernement effectif serait composé de ministre qui étaient membres du Parlement et responsable devant ce dernier, c'est-à-dire qu'il devait répondre de son action devant lui et que la durée d'un gouvernement dépendrait de la confiance d'au moins la chambre basse de la législature.
Ces arrangements sont toutefois seulement sous-entendus dans le texte de la Constitution. Il y a, article 64, une exigence selon laquelle « les ministres d’État de la Reine », qui sont nommément désignés par le gouverneur général, soient ou deviennent rapidement membres d'une des Chambres du Parlement. L'existence du Premier ministre et du Cabinet, et l’exigence qu'ils aient la confiance de la Chambre des Représentants, ne sont pas mentionnés. Néanmoins, il s'agit d'une caractéristique fondamentale de la pratique constitutionnelle australienne depuis le début.

### Séparation des pouvoirs
La constitution établit une séparation des pouvoirs distinctes. Le pouvoir législatif est abordé au chapitre I, et confié au Parlement fédéral. Le pouvoir exécutif est abordé au chapitre II, et est confié au gouverneur général en tant que représentant de la Reine. Le pouvoir judiciaire est abordé au chapitre III, et est confié à la Haute Cour ainsi qu'à toutes autres Cours fédérales que le Parlement créée, et à toutes les cours auxquels est confié une juridiction fédérale.
Toutefois, la Reine est l'un des éléments du Parlement tout en étant le chef de l’exécutif ; et les ministres d’État, qui « conseillent » le gouverneur général doivent être ou devenir membre du Parlement.
Bien qu'il n'y ait pas de séparation significative entre les pouvoirs exécutifs et législatifs (les « branches politiques »), la Haute Cour a développé une doctrine rigoureuse sur la séparation du pouvoir judiciaire par rapport aux deux autres.

### Élections directes des deux chambres du Parlement
La Constitution disposait, dès son adoption, que les membres des Chambres du Parlement devaient être élu au suffrage direct. À l'époque, il s'agissait d'une nouveauté car la plupart des chambres hautes nationales étaient composée d'une autre façon : par élections indirectes des législatures d’État, par nomination de l'exécutif (Sénat canadien), ou par succession héréditaire (Chambre des lords britannique).

### Référendum sur les amendements constitutionnels
Le texte de la Constitution ne fut pas présenté au Parlement britannique pour être adopté jusqu'à ce qu'il soit approuvé par les électeurs des colonies.
Sur le même principe, tout amendement à la Constitution doit être approuvé par référendum, selon le processus de la article 128 de la Constitution. Une double majorité – une majorité d'électeurs et une majorité d’État – est nécessaire.
Les référendums constitutionnels sont basés sur la pratique suisse. Toutefois, l'usage suisse des initiatives populaires pour amender la Constitution ne fut pas suivi de sorte que les modifications de la Constitution, bien qu'elles doivent être approuvée par le peuple, peuvent seulement être proposée par le Parlement.
L'usage des référendums pour adopter la Constitution et l'obligation d'y avoir recours pour tout amendement a été utilisé par les juges de la Haute Cour pour affirmer que la Constitution se base sur le principe de la souveraineté populaire (plutôt que sur le principe de souveraineté parlementaire du Parlement britannique, qui est techniquement sa fondation légale). Cette doctrine a pris de l'importance depuis 1986 lorsque le Parlement britannique a perdu toute autorité en Australie.
Il y a eu 44 propositions d'amendement constitutionnel soumis à référendums, dont seulement huit ont été adoptés.

## Croissance du pouvoir central
L'un des plus importants développements du droit constitutionnel australien a été l'augmentation des pouvoirs du gouvernement central par rapport aux États. Plusieurs facteurs en sont la cause :
- les doctrines de l'interprétation constitutionnelle qui favorise une lecture extensive des pouvoirs du Commonwealth ;
- le déséquilibre fiscal entre le Commonwealth et les États ;
- le développement de nouveaux domaines de compétence qui n'existaient pas lors de la création de la Fédération et qui ont été attribués au Commonwealth ;
- l'importance grandissante des domaines législatifs qui tombaient dans la portée des compétences exclusives du Commonwealth (par exemple, les affaires extérieures et les sociétés commerciales) ;
- amendement constitutionnel ou renvoi par les États fédérés au Commonwealth ;
- la volonté du gouvernement australien.

### Interprétation centralisatrice

#### Doctrine des compétences réservés à l’État et l’Engineers' case
Avant 1920, la « doctrine des compétences réservées » et l'« immunité intergouvernementale implicite » étaient utilisées pour préserver la compétence de l’État. Cette doctrine prévoyait que la Constitution devait être lue de manière stricte de façon à maintenir autant d'autonomie que possible pour les États. Le principe des immunités intergouvernementales implicites signifiait que le Commonwealth et les États étaient « immunisés » de l'influence des lois des autres et ne pouvaient pas réguler mutuellement leurs appareils gouvernementaux respectifs.
En 1920, l’Engineers' case (après des changements dans la composition de la Cour) mit fin à cette doctrine. La Cour insiste désormais sur le fait qu'il faut adhérer au seul langage constitutionnel, lu dans son ensemble, selon son sens habituel, et à la lumière des circonstances dans lesquelles il a été fait.
En conséquence, la Constitution n'est plus systématiquement lue dans le sens où elle devait maintenir l'autonomie des États.

#### Interprétation large des pouvoirs du Commonwealth
Même avant l’Engineers' case, une suite de raisonnements judiciaires déclarait que les pouvoirs du Commonwealth devaient être interprétés de manière large plutôt que stricte.
Après l'affaire Engineers, cette approche fut renforcée. Par exemple, l'article 109, concernant l'incompatibilité entre les lois des États fédérés et celle du Commonwealth, fut interprété plus largement. La loi du Commonwealth prévaut non seulement lorsqu'il y a une incompatibilité, mais aussi lorsque la législation du Commonwealth est adoptée dans le but de « couvrir un domaine de compétence » en devenant la seule loi englobant complètement un domaine de compétence. Le Commonwealth peut « fabriquer » une incompatibilité simplement en déclarant que sa législation est adoptée dans le but de couvrir un domaine de compétence. Toutefois, une question fut soulevée, sans pour autant être entièrement résolue, dans l'affaire Workplace Relations Challenge à propos du fait de savoir si le Commonwealth pouvait « dégager le terrain » en déclarant son intention d'écarter l'application des lois des États fédérés sans pour autant avoir adopté de nouvelles lois à la place.
Le Commonwealth peut seulement légiférer sur la base d'un chef de compétence. Cela ne signifie pas qu'une loi doit être dirigée seulement, ou même principalement, à ce chef de compétence. Dès lors qu'une loi peut être « caractérisée de manière acceptable » sous la portée de l'un des chefs des compétences, il n'est pas important qu'elle puisse l'être dans un autre domaine.
De plus, le motif du Parlement dans l'adoption de la loi n'est pas important. La législation environnementale en est un exemple. La Constitution ne contient aucune disposition selon laquelle le Parlement du Commonwealth  a la compétence de légiférer en matière environnementale et son usage. Néanmoins, un certain nombre de lois visant à protéger, de manière large, l'environnement pourrait être adoptées en se basant sur une combinaison de pouvoirs tels que la compétence relative au commerce inter-État et international, celle relative aux entreprises, celle relative à l'imposition, celle relative aux affaires étrangères et autres. La loi pourrait être adoptée sur la base de l'un de ces pouvoirs, même si le Parlement l'adopte en tant que « loi sur l’environnement ». Depuis 1990, plusieurs lois à la portée très large ont été adoptées sur ces bases dans des domaines aussi divers que la protection environnementale, la vie privée, et la lutte contre les discrimination, qui sont des domaines pour lesquels le Commonwealth n'a aucun pouvoir direct.

### Déséquilibre fiscal
Lors de la fédération, la principale source de revenus des colonies était basée sur la coutume et les droits d'accise (l'impôt sur le revenu étant une notion plus récente). Puisque l'une des principales raisons de la fédération était de créer un marché commun, l'autorité en matière de fiscalité fut confiée exclusivement au Parlement du Commonwealth. Il était donc prévu que le Commonwealth collecterait plus d'argent qu'il ne pouvait en dépenser, tandis que les États, étant encore responsables de la plupart des domaines législatifs et de l’infrastructure sociale, devraient dépenser plus d'argent qu'ils ne pourraient en lever (ce problème porte le nom de « déséquilibre fiscal vertical »). Bien que les rédacteurs de la Constitution soient tombés d'accord sur une formule permettant de distribuer le surplus du Commonwealth aux États lors des premières années de la Fédération, ils ne purent s'accorder sur une formule à long terme. En conséquence, l'article 96 de la Constitution dispose que le Parlement du Commonwealth « pourra accorder assistance financière à chacun des États, suivant les termes et les conditions que le Parlement jugera nécessaires ».
Une des conséquences est que le Commonwealth a pu faire des prêts aux États dans des termes spécifiques qui reviennent à un transfert virtuel de compétence vers l’État fédéral. Par exemple, bien que la Constitution ne donne aucune compétence expresse au Commonwealth en matière d'éducation, du fait de « subventions liées » l’État fédéral est en fait devenu un acteur primordial en matière d'étude supérieure. Bien que chaque État peut refuser une subvention, les conséquences d'un tel refus peuvent être peu séduisantes. De même, le Commonwealth a obtenu un rôle dominant dans le domaine des hôpitaux publics et est devenu un acteur majeur dans le domaine des routes et des autres infrastructures majeures.
Le Commonwealth a aussi obtenu le monopole en matière d'impôt sur le revenu. Lorsque les avantages de l’impôt sur le revenu ont été reconnus, tant le Commonwealth que les États prélevaient un impôt sur le revenu. Cependant, pendant la Seconde Guerre mondiale, le gouvernement du Commonwealth décida de s'approprier le prélèvement de l’impôt sur le revenu et octroya le montant de ces recettes aux États sous forme de subventions. Le Commonwealth adopta une loi pour lever l'impôt sur le revenu sur la base d'un taux national similaire à l’ancien taux d'imposition combiné du Commonwealth et des différents États.
Cette disposition a été contestée deux fois par les États devant la Haute Cour et deux fois maintenue par celle-ci,. Dans l’affaire Victoria v. Commonwealth (1957), la partie imposition du projet fut validée sur la base du pouvoir d'imposition, et les subventions furent validées sur la bases des mots « termes et conditions » de l'article 96.
Les États fédérés sont aussi liés par la définition de la Haute Cour du droit d'accise, qu'ils ne peuvent prélever. La Haute Cour l'a longtemps défini comme étant « une taxe intérieure sur une étape de la production, la fabrication, la vente ou la distribution de biens ». Toutefois, cela ne comprend pas le simple coût d'une licence pour exercer une activité ou une profession particulière. En conséquence, les États ont depuis longtemps perçu, conformément aux décisions de la Haute Cour, « les droits de franchise commerciaux » sur les produits des détaillants, en particulier les boissons alcoolisées et le tabac.
Ces « droits de franchise » étaient principalement calculés sur la base de la valeur des ventes d'un détaillant lors d'un exercice précédent, plutôt que sur la valeur des biens alors en vente. Bien que cela semble similaire aux droits d’accise, une série de décisions de la Haute Cour ont distingué ces droits des indemnités dans les domaines de la vente au détail de boissons alcoolisées, de la distribution du tabac et de la distribution d'essence. En 1997, par une simple majorité, la Haute Cour décida que ce domaine de doctrine isolé était incohérent par rapport au reste du droit lié aux droits d'accise et le supprima. La conséquence immédiate fut la perte de 5 milliards de dollars australiens dans les revenus annuels des États et Territoires.
En 1999, le Parlement du Commonwealth adopta une loi introduisant un nouvel impôt indirect fédéral, la Goods and Services Tax ; les revenus issus de cette tax étaient prévus pour être entièrement destinés aux États et Territoires en échange de l'abolition de plusieurs taxes indirectes.

### Nouveaux domaines de compétence
Le développement de plusieurs technologies durant le XXe siècle augmenta le pouvoir central. L'article 51(v) de la Constitution du Commonwealth d'Australie donne au Parlement du Commonwealth la compétence en matière « postal, télégraphique, téléphonique, et autres services similaires ». Cette compétence a aussi été interprété, bien que cela soit quelque peu controversé, pour inclure les technologies liées à la radio, la télévision, le satellite, le câble, et la fibre optique.
Une autre controverse est apparue avec la législation adoptée par le Commonwealth en matière d'aviation. La législation fédérale est adoptée sur la base de la compétence « commerce inter-État et international ». Prima facie, cela n'inclut pas l'aviation. Toutefois, une industrie aérienne purement intra-étatique n'est plus économique viable et différents systèmes de régulations étatiques pose des problèmes de sécurité. En conséquence, la Cour a statué que tous les domaines liés à l'aviation ont un caractère inter-étatique, en faisant ainsi une compétence du Commonwealth. Il convient de noter qu'en 1937, un référendum demandant aux citoyens si le Commonwealth devait être compétent en matière d'aviation avait été rejeté. Un tel rejet n'empêche donc pas la Haute Cour de statuer autrement.
Un autre exemple concerne la propriété intellectuelle. Bien que la Constitution ne donne pas au Parlement du Commonwealth le pouvoir de légiférer en matière de « copyrights, brevet d'inventions et de designs, et de marques », la croissance importante du contenu des médias électronique a augmenté la portée de cette compétence au-delà de ce qui avait été envisagé lors de la Fédération.

### Nouveaux pouvoirs
Les pouvoirs du Commonwealth ont été étendus par quatre amendements constitutionnels. Un amendement de 1910 et un amendement de 1928 autorisèrent le Commonwealth à reprendre la dette et gérer la dette des États. Un amendement adopté en 1967 donna au Commonwealth le pouvoir en matière d'affaires aborigènes ce qui eut un effet significatif, en particulier dans les régions pastorales et centrales de l'Australie.
Un amendement adopté en 1946 donna au Commonwealth le pouvoir de fournir une grande variété de services sociaux. Ceci inclut les allocations chômages et maladies, et les soins médicaux et dentaires. En dehors de la défense, les services sociaux constituent la principale source de dépenses du Commonwealth. Avec le système de subvention, cet amendement est la base du système d'assurance maladie universel Medicare.
La Haute Cour décida que la compétence en matière de corporations et sociétés n'était pas assez large pour couvrir la constitution de société elle-même. Cette décision remis en cause la validité des entreprises australiennes créées par une loi du Commonwealth. Les États déléguèrent leur compétence au Parlement du Commonwealth.

### Compétence en matière de relations extérieures
La Constitution donne au Parlement du Commonwealth la compétence en matière d'affaires extérieures. À l'origine, cette compétence avait peu d'importance car les relations étrangères de l'Australie étaient menée par le Royaume-Uni. Avec l'indépendance et la personnalité internationale, cette compétence s'est accrue.
La Haute Cour a considéré que cette compétence couvre les règles de conduite hors d'Australie. Ainsi, cette compétence est considérée comme suffisamment large pour criminaliser les crimes de guerre commis par des citoyens australiens, résidant en Australie, en Europe durant la Seconde Guerre mondiale,.
Ce pouvoir a aussi été utilisé pour étendre l'application des traités internationaux, même si les sujets dont ils font l'objet n'est pas dans les pouvoirs du Commonwealth. Dans l'affaire Koowarta v. Bjelke-Petersen, la Haute Cour statua que le Commonwealth avait la compétence pour mettre en œuvre la Convention internationale sur l'élimination de toutes les formes de discrimination raciale des Nations unies au travers de la loi sur la discrimination raciale de 1975. Dans l'affaire Commonwealth v. Tasmania, la Haute Cour confirma la législation du Commonwealth qui interdisait au gouvernement tasman de construire un barrage qui aurait submergé un terrain appartenant au gouvernement tasman car il avait été inscrit sur la liste du patrimoine de l’humanité sur la base de la Convention pour la protection du patrimoine mondial, culturel et naturel à laquelle l’Australie est partie. L'usage des terres est, dans les autres cas, de la responsabilité des États fédérés.
Plus récemment, la compétence en matière extérieure a été utilisé pour retirer aux États la possibilité de criminaliser l'activité homosexuelle masculine. Ceci résulte d'un rapport critique émis par le Comité des droits de l'homme au sujet de dispositions existantes en Tasmanie. Le Comité des droits de l'homme a été établi sur la base du Pacte international relatif aux droits civils et politiques dont l’Australie est partie. Au lieu de contrer le Human Rights (Sexual Conduct) Act adopté par le Commonwealth en 1994, le gouvernement tasman abrogea la législation mise en cause.
En dépit du fait qu'il semble y avoir un potentiel illimité permettant au Commonwealth d'empiéter sur les domaines de compétences traditionnellement confiés aux États fédérés au travers de la compétence en matière étrangère, cette possibilité a été utilisée de manière limité.

### Compétence en matière de sociétés
La compétence du Commonwealth en matière de corporations et sociétés l’autorise à légiférer dans le domaine des sociétés étrangères, et des sociétés commerciales ou financières formées dans les limites du Commonwealth. Bien que la portée de l'expression « sociétés commerciales ou financières » n'a jamais été clairement définie, il semble qu'elle couvre au moins toutes les entreprises commerciales menées sous la forme d'une société.
Les sociétés étant devenu dominante dans l’économie, la portée pratique de la compétence en la matière a augmenté. Par exemple, en 2005, le Parlement du Commonwealth a adopté la législation WorkChoices, qui, en se basant sur la compétence en matière de sociétés, cherche à créer un système de relations industrielles nationales uniforme afin de mettre un terme aux systèmes de relations industrielles propres de chaque État fédéré et de l’État fédéral. La nouvelle législation s'applique aux employés des « sociétés constitutionnelles », c'est-à-dire des sociétés au sens de l'article 51(xx) de la Constitution. La législation s'applique aussi aux employés du Commonwealth et de ses agences, ainsi qu'à certains autres. La portée de cette loi est d'environ 85 % de la main-d’œuvre australienne. Cette proportion est susceptible d'augmenter car les employeurs qui intervienne en tant que simple commerçant ou en partenariat s'incorporent afin de profiter des avantages favorables aux employeurs de la loi.
Le 14 novembre 2006, la Haute Cour par une majorité de cinq voix contre deux confirma la validité de la loi WorkChoices qui avait été remise en question par chaque États fédérés et Territoires continentaux, ainsi que certains syndicats. Le jugement à la majorité simple écartait toutes les objections qui avaient été plaidées contre la validité de la compétence en matière de société. En conséquence, le jugement indique que, désormais, la validité d'une loi est suffisante lorsque la législation fédérale s'adresse directement aux sociétés constitutionnelles (« Une société constitutionnel doit… », « Une société constitutionnel ne doit pas… »), sans autre exigence supplémentaire.

## Protection des droits

### Absence de charte des droits
La Constitution ne contient pas d'ensemble complet de garanties en matière de droits de l'homme. Les facteurs parfois cités à cela sont notamment la confiance dans la protection des droits offertes par le système de common law et la croyance selon laquelle un puissant Sénat pourrait résister à un gouvernement zélé. La Constitution contient cependant des dispositions protégeant plusieurs droits spécifiques. Il s'agit notamment :
- du droit de vote aux élections du Commonwealth si la personne peut voter aux élections de l'État fédéré où elle vit[25],
- de la liberté de religion, et l'interdiction des tests religieux pour la fonction publique fédérale[26],
- le procès par jury dans les affaires fédérales jugée sur inculpation[27],
- de « justes termes » pour l’« acquisition » (réquisition) obligatoire des propriétés par le Commonwealth[28],
- et une interdiction rédigée de manière ambiguë sur la discrimination à l’encontre des résidents d'autres États[29].

Tous, sauf le dernier d'entre eux, ont été analysés par la Haute Cour, au moins par rapport à la teneur des garanties correspondantes aux États-Unis. D'autre part, depuis les années 1990, la Haute Cour a développé une jurisprudence en matière de droits décrite comme étant « implicite » dans le texte et la structure de la Constitution.
En outre, l'exigence constitutionnelle que « le commerce et les relations entre les États […] doivent être absolument libre » a été, pendant un certain temps, interprétées comme une garantie d'un certain degré de liberté par rapport à la réglementation économique tant du Commonwealth que des parlements des États fédérés. La référence aux « rapports », en revanche, a toujours été comprise comme garantissant un droit de circuler à travers les frontières des États fédérés.
Bien que les mesures expresses de protection des droits de l'homme et civils sont rares dans la Constitution, des protections ont été créés par la Haute Cour à travers sa jurisprudence relative à la séparation des pouvoirs et dans ses conclusions sur les droits implicites présent dans le texte et la structure du texte constitutionnel.

### Droits expresses
Il y a trois droits que la Constitution garantie contre le Commonwealth – la liberté de religion, le procès par un jury, et une juste compensation. Une proposition de référendum pour amender la Constitution afin de clarifier ces droits et de les rendre utilisables contre les États fédérés a échoué en 1988. L'accès à la Haute Cour peut aussi être considéré comme un droit important.

#### Liberté de religion
La Constitution dispose que le Commonwealth « ne fera aucune loi pour l'établissement d'aucune religion, ni pour imposer aucune observation religieuse, ni pour prohiber le libre exercice d'aucune religion, et aucune garantie religieuse ne sera exigée comme titre qualifiant pour une charge quelconque ou un mandat public dans la Fédération ».
L'interdiction d'établir une religion n'a pas eu d'impact comparable à celui de l'interdiction correspondante – de faire une loi « relative à l'établissement de la religion » – incluse dans le Ier amendement de la Constitution des États-Unis.

#### Compensation en «condition juste»
La Constitution donne au Commonwealth la compétence « en matière d'acquisition [légale] de la propriété sur la base de conditions justes » à l’article 51(xxxi). En comparaison, le Ve amendement de la Constitution des États-Unis contient un interdit : « la propriété privée ne peut être saisie […]sans juste compensation ». La différence entre acquisition et saisie et entre termes et compensation, combiné avec le fait que la disposition australienne est exprimé par l’octroi expresse d'un pouvoir couplé à une limitation, a été interprété comme établissant une garantie plus faible que la garantie américaine.
L'usage du terme acquisition a été interprété comme exigeant que le Commonwealth (ou une autre partie, au nom du Commonwealth) acquiert possession ou propriété sur la propriété en question, ou puisse au moins obtenir certain bénéfice : la simple extinction des droits de propriété d'une personne du fait du Commonwealth n'est pas suffisante pour constituer une acquisition par ce dernier. Et le terme « condition juste » a été interprété comme signifiant moins que « juste compensation » ; en particulier, cela ne requiert pas nécessairement le payement au propriétaire de la valeur de sa propriété quand elle est acquise de matière obligatoire.
Le film australien The Castle aborde ce problème.

#### Jugement par un jury
La garantie constitutionnelle qu'un procès de mise en accusation pour une infraction fédérale doit se faire par un jury a été rendue presque sans valeur car la Haute Cour a décidé que cette garantie ne s'applique qu'à un procès qui se déroule officiellement par voie de mise en accusation, et il est de la discrétion du Parlement de décider quelles infractions sont passibles d'inculpation et lesquelles ne le sont pas. Les fortes dissensions portant sur le fait que l’article doit avoir un sens substantiel n'ont pas prévalu.
D'autre part, lorsque le législateur a prescrit un procès devant jury, la Cour a voulu imposer un contenu à cette notion. En particulier, il a insisté sur le fait que la condamnation par un jury fédéral pour une infraction doit être unanime – un verdict à la majorité ne suffit pas.

#### Accès à la Haute Cour
De façon générale, la Constitution laisse au Parlement la possibilité de déterminer la juridiction originale et les exceptions, ainsi que les conditions, de sa compétence en matière d'appel. Toutefois, la Constitution octroi certains éléments permettant de définir une juridiction originale sans que le Parlement puisse la limiter. Ceci inclut les objets tels que « les litiges ou une citation à comparaître (writ de mandamus) une interdiction ou une injonction est lancée contre un fonctionnaire de la Fédération ».
Le Parlement a pratiquement éliminé les possibilités de recours contre de nombreuses décisions dans le domaine de la migration, particulièrement en ce qui concerne les demandes de statut de réfugié. Cependant, puisque le Parlement n'est pas constitutionnellement en mesure de limiter ou de supprimer l’accès à la Haute Cour dans le cadre de ces « ordonnances constitutionnelles », ces requêtes sont devenues le premier moyen de contester les décisions concernant les migrations. En fait, ces applications constituent aujourd'hui l'essentiel du travail de la Cour.

#### Liberté vis-à-vis des régulations économiques
La nécessité constitutionnelle que « le commerce, l'échange et le trafic, entre les États, [doivent être] absolument libres » fut interprétée comme une la garantie d'un certain degré de liberté vis-à-vis vis des règles gouvernementales. Parmi les exemples de jurisprudence de la Haute Cour allant dans ce sens se trouve le rejet d'une loi du Commonwealth dont le but était de nationaliser l'industrie bancaire.
Dans l’affaire Cole v. Whitfield, qui a marqué également par la volonté d'utiliser les transcriptions des débats de la Convention comme une aide à l'interprétation, la Haute Cour a unanimement décidé que ce que l'article interdit, en relation avec le commerce inter-État, étaient seulement les « charges discriminatoires de nature protectionniste ». Autrement dit, la section n'est plus une garantie de « libre-échange » (dans le sens classique du terme) entre les États. Mais en ce qui concerne « les rapports » (i.e. le mouvement personnel entre États), la Cour a indiqué que la portée de la garantie serait beaucoup plus large, et pourrait même, en ce qui concerne certaines formes de rapports, être véritablement absolue.

#### Droit de vote
En 2007, la Haute Cour a jugé, dans Roach v. Electoral Commissioner, que les articles 7 et 24 de la Constitution, qui dispose que le Sénat et la Chambre des représentants « seront composées de membres directement choisis par le peuple », accorde un « droit de vote » limité. En principe, ces termes garantissent le suffrage universel qualifiée, et limite la capacité législative du gouvernement fédéral visant à limiter ce suffrage.
L'affaire elle-même concernait les amendements du Commonwealth adoptés en 2006, qui ont privé de leur droit de vote tous les prisonniers. Avant cette modification, le Commonwealth Electoral Act privait du droit de vote uniquement les prisonniers purgeant une peine de trois ans ou plus. L'affaire fut soulevée par Vickie Roach qui purgeait une peine de quatre ans d'emprisonnement pour blessures graves survenues dans un accident de voiture, et son équipe juridique était composée des juristes Ronald Merkel et Michael Pearce. Dans le passé, le juge de la Haute Cour  Michael Kirby avait écrit que, «… en Australie, il peut exister un droit de vote fondamental et implicite dans le texte même de la Constitution »,. La Haute Cour a jugé que les modifications de 2006 n'étaient pas valides car elles allaient au-delà de la limite de ce qui est permis dans les articles 7 et 24 de la Constitution. Cependant, la Cour a confirmé la validité des dispositions légales antérieure à la modification.

### Droits implicites
Les droits implicites sont les libertés civiques qui sous-tendent nécessairement le contenu de la Constitution mais ne sont pas inscrit expressément dans celle-ci. Depuis les années 1990, la Haute Cour a mis en avant des droits, décrits comme implicite, au travers de la structure et les expressions de la Constitution. Parmi ces droits se trouve le droit de donner son opinion politique. De plus, certaines protections des libertés civiques ont été le résultat du zèle de la Haute Cour visant à sauvegarder l’indépendance et la confiance du pouvoir judiciaire fédéral.

#### Liberté de communication politique
Le droit implicite de la libre communication politique a été mis en évidence lors de deux affaires, rendues en 1992 : le premier cas, Nationwide News Pty Ltd v. Wills, concernait une disposition fédérale criminalisant le fait de « jeter le discrédit » sur les membres d'un tribunal chargés des affaires industrielles et la poursuite, en vertu de cette disposition, d'une personne qui avait publié un article de journal décrivant à plusieurs reprises ces membres comme « corrompu » et « conciliant ». Le deuxième cas, Australian Capital Television Pty Ltd v Commonwealth, concernait une tentative fédérale visant à abolir les publicités politiques à la radio et à la télévision en période électorale et à l'encadrer strictement le reste du temps (sur la base de l'octroi d'un temps de parole).
Dans les deux cas, la majorité des juges de la Haute Cour considéra que, puisque la Constitution requiert l'élection au suffrage direct des membres du Parlement fédéral, et puisque, de plus, les ministres d’État devaient être, ou devenir rapidement, membre de ce Parlement, le principe de « démocratie représentative est constitutionnellement établi ». La liberté des discussions en matière politique et économique est essentielle pour permettre aux individus d'établir un jugement politique afin d'exercer leur droit de vote. De plus, puisque les affaires publiques et les discussions politiques sont indivisibles, il est impossible de limiter cette liberté aux affaires purement fédérale : cela s'applique aussi à des questions qui pourraient être du ressort des niveaux administratifs étatiques ou locaux. Par conséquent, il y a une garantie constitutionnelle en matière de liberté de communication dans tous les domaines politiques.
La Cour souligna que cette liberté n'était pas absolue, mais le résultat, dans les deux cas, fut l'annulation de la législation fédérale. Dans le dernier arrêt, certaines opinions dissidentes considéraient, sans avoir prévalu, que l'effet que la limitation des dépenses en matière de publicité politique dans les médias électroniques pourrait en fait renforcer la démocratie représentative.
Ces deux cas concernaient la validité de la législation fédérale. Deux ans plus tard, la Cour étendit la garantie implicite au domaine du droit privé, en considérant que cela s'appliquait aussi pour limiter la loi et la common law en matière de diffamation. Un ancien président du Comité parlementaire du Commonwealth en matière de migration considéra qu'il fit l'objet d'une diffamation de la part d'un journal qui avait publié une lettre l'accusant de parti pris, dans l'exercice de ses fonctions, en favorisant les personnes ayant les mêmes origines que lui. Lors du procès, il fut confirmé que l'accusation était fausse. En revanche, la Cour accepta la défense constitutionnelle qui considérait que des déclarations diffamatoires concernant l'aptitude d'un fonctionnaire à exercer ses fonctions qui étaient publiés sans connaissance, ou insouciance, quant à leur fausseté étaient raisonnable dans ces circonstances.
Cependant, cette affaire, et une série d'arrêts sur le sujet, n'ont pas permis d'établir une jurisprudence claire car cela aurait requis l'approbation de la majorité de la Cour. En 1997 – dans l'affaire Lange v. Australian Broadcasting Corporation qui, curieusement, concernait la diffamation supposée d'un ancien Premier ministre de Nouvelle-Zélande – une Cour anonyme établi le clairement principe opérationnel. Elle rejeta la « défense constitutionnelle » utilisée dans l'affaire sur la migration, mais étendit la portée du « privilège qualifié », enjoignant au défendeur d'avoir activement pris des mesures raisonnables pour vérifier l'exactitude des documents publiés, et aussi, dans la plupart des cas, d'avoir donné à la personne diffamée l'occasion de répondre. D'autre part, la Cour a clairement indiqué que l'immunité relative peut s'étendre à la discussion concernant les Nations unies et d'autres pays, même là où il n'y a pas de lien direct avec l'exercice d'un choix politique en Australie.
La garantie constitutionnelle de la liberté de la communication politique est, à première vue, beaucoup plus restreinte que la garantie généralisée de la liberté d'expression et de la presse dans le premier amendement de la Constitution des États-Unis. Mais il reste à voir si une extension appropriée de la notion de « communication politique » ne peut conduire, à terme, à une protection similaire. Dans le cas sur la migration, certains des juges, tout en prenant soin de mettre en quarantaine « discours commercial sans contenu politique », semble suggérer que la portée de la notion de « discours politique » peut être très large. Mitchell Landrigan va aussi loin en faisant valoir que l'exception à la loi anti-discrimination de 1977 (NSW) permettant l'exclusion des femmes de l'ordination viole le droit des femmes à « s'élever à des postes desquels elles peuvent participer au discours politique en tant que chefs religieux [politiquement convaincant] ».

#### Indépendance du pouvoir judiciaire
Le fait que la Constitution prévoit un système de gouvernement « responsable », ou parlementaire, signifie qu'il ne peut y avoir de séparation véritable des pouvoirs législatifs et exécutifs, malgré leur séparation textuelle dans la Constitution. Cependant, le texte de la Constitution sépare le pouvoir judiciaire des deux autres, et dans les faits, la Haute Cour a insisté sur ce point avec une certaine force. Elle a également jugé que la séparation du pouvoir judiciaire implique qu'un organe qui exerce ce pouvoir doit le faire d'une manière qui soit compatible avec les notions traditionnelles de ce qui constitue un processus judiciaire. Il en résulte une garantie limitée du procès équitable.
Le pouvoir judiciaire du Commonwealth est donné, au Chapitre III de la Constitution, à la Haute Cour, et aux cours créée par le Parlement et investit d'une juridiction fédérale. Dans le jargon constitutionnel australien, ces cours sont appelés « Chapter III courts » (« cours du chapitre III »). Les membres des Chapter III courts ne peuvent être révoqué que par le gouverneur général à la demande des deux Chambres du Parlement sur la base d'un mauvais comportement ou d'une incapacité avérée. Dans des circonstances normales, ils conservent leur fonction jusqu'à l'âge de 70 ans,.
Dans deux cas distincts en 1915 et 1918, la Haute Cour a jugé que le « pouvoir judiciaire » (essentiellement, le pouvoir d'interprétation de la loi et l'exécution des décisions) ne pouvait pas être investi ailleurs que dans une Chapter III court, et plus précisément, dans tout autre un organe dont les membres ont un mandat à vie. Inversement, dans l’affaire Boilermakers’ de 1956, la Cour a jugé que les Chapter III courts ne pourraient être investis que du pouvoir judiciaire.
Dans une certaine mesure, la rigueur de cette doctrine a été atténuée par l'acceptation ultérieure de la Cour que les juges pouvaient, selon la Constitution, se voir assigner des fonctions à titre personnel en tant que juges plutôt que membres d'une Chapter III court. Mais cela soulève la question de savoir quelles fonctions sont compatibles avec le cumul d'un mandat judiciaire fédérale. Les réponses apportées par la Cour ont été controversées et ont entraîné de nombreuses distinctions : par exemple, il a été jugé que le pouvoir d'autoriser des écoutes téléphoniques est compatible, tandis que le pouvoir de faire des recommandations concernant la protection des terres qui pourraient avoir une importance patrimoniale pour les Aborigènes n’est pas compatibles.
Cependant, l'application (et extension) la plus frappante de cette doctrine « d'incompatibilité » impliquait la Cour suprême de l’État de Nouvelle-Galles du Sud. L'affaire en question, Kable v. Director of Public Prosecutions (NSW), concernait une loi pénale adoptée par le Parlement de Nouvelle-Galles du Sud et destinée à un individu cité nommément (un peu à la manière d'une bill d’attainder).
L'individu était un prisonnier (en vertu du droit de l'État fédéré) dont la peine était sur le point d'expirer, mais qui a été accusé d'avoir proféré des menaces contre la sécurité de diverses personnes et qu'il réaliserait une fois relâché. Le Parlement de l’État a promulgué une loi, s'appliquant directement et uniquement à ce prisonnier, qui a autorisé la Cour suprême de Nouvelle-Galles du Sud à établir des « ordres de détention préventive » pour des périodes allant jusqu'à six mois, avec possibilité de renouvellement. Les ordres devaient être donnés si la Cour était convaincue, « selon la prépondérance des probabilités », que la personne à qui la loi s'appliquait était « plus susceptible que non de commettre un acte grave de violence ».
Il est clair que, si le Parlement fédéral a adopté une telle loi, elle sera jugée non valide, car elle aurait dans les faits la valeur d'un jugement du législateur ce qui violerait la séparation constitutionnelle du pouvoir judiciaire. Toutefois, la Haute Cour a estimé que la séparation des pouvoirs n'était pas une caractéristique de la constitution de Nouvelle-Galles du Sud, de sorte que la loi de l'État n'était pas invalide pour ce motif.
La loi a été déclarée invalide, cependant, au motif que puisque la Cour suprême de Nouvelle-Galles du Sud avait été investi de compétence fédérale, il ne doit pas être astreint à accomplir une fonction « incompatible » avec l'exercice du pouvoir judiciaire du Commonwealth. Dans cette mesure, les États ne sont pas libres de légiférer comme bon leur semble à l'égard de leurs propres tribunaux. L'exigence d'ordonner la « détention préventive » de quelqu'un qui n'a pas été inculpé d'infraction pénale n'a été considéré comme « incompatible » avec l'exercice du pouvoir judiciaire fédéral. De cette manière détournée, la Haute Cour a constaté une garantie constitutionnelle limitée du procès équitable.